# Peña de Venado
Peña de Venado är en ort i Mexiko.   Den ligger i kommunen Cochoapa el Grande och delstaten Guerrero, i den sydöstra delen av landet, 270 km söder om huvudstaden Mexico City. Peña de Venado ligger 874 meter över havet och antalet invånare är 103.
Terrängen runt Peña de Venado är kuperad söderut, men norrut är den bergig. Runt Peña de Venado är det ganska glesbefolkat, med 43 invånare per kvadratkilometer. Närmaste större samhälle är Llano Perdido, 12,3 km sydväst om Peña de Venado. I omgivningarna runt Peña de Venado växer huvudsakligen savannskog.